# OmegaT
OmegaT es una herramienta de memoria de traducción, es decir, un programa que registra equivalencias entre lenguas, una aplicación libre escrita en Java. La herramienta está pensada para ser utilizada por traductores profesionales.

## Características
- Coincidencias parciales
- Propagación de coincidencias
- Procesamiento simultáneo de proyectos con archivos múltiples.
- Uso simultáneo de múltiples memorias de traducción.
- Glosarios externos.
- Formatos de archivos: XHTML, HTML, Microsoft Office 2007 XML, OpenOffice.org/StarOffice, XLIFF (Okapi), MediaWiki (Wikipedia) y Sólo texto.
- Compatible con Unicode (UTF-8): puede utilizarse con alfabetos no latinos.
- Compatible con idiomas de escritura de derecha a izquierda.
- Compatible con archivos TMX de la versión más reciente 1.4b (nivel 2).
- Compatible con otras aplicaciones de memoria de traducción (TMX).
- Expresiones regulares basadas en segmentación.

## Historia
OmegaT fue diseñado por Keith Godfrey en el año 2000. Aunque inicialmente estaba escrito en C++, la primera versión publicada en febrero de 2001 se escribió en Java.
Esta primera versión Java usaba un formato propietario para la memoria de traducción y necesitaba ser ejecutado en Java 1.3. Permitía traducir documentos de Office, de texto Unicode y HTML, y tan solo permitía segmentar a nivel de bloque, que en la mayoría de los casos significaba segmentación por párrafos.
Desde la versión 1.4.4 a la 1.6.0, el desarrollo fue dirigido por Maxym Mykhalchuk. Henry Pijffers tomó posteriormente este cargo, hasta la versión 1.7.1. Actualmente el equipo es dirigido por Didier Briel.
Es necesario disponer de Java 1.4, disponible tanto en Linux como en Mac OS X y Microsoft Windows 98 o superior. OmegaT usa gran número de librerías LGPL. 

## Desarrollo
El desarrollo del código lo lleva a cabo un equipo dirigido por Didier Briel. Entre los contribuyentes se encuentran Zoltan Bartko, Didier Briel, Kim Bruning, Henry Pijffers y Tiago Saboga entre otros. Los desarrolladores responden a informes de problemas y a solicitudes de mejoras remitidos a través de la página web de desarrollo.

## Funcionamiento del programa
El usuario copia los documentos fuente, las memorias de traducción y los glosarios de los que dispone en las carpetas específicas del proyecto que va a traducir. Al abrir un proyecto, OmegaT extrae el texto a traducir de los documentos que reconoce. Al tiempo que se traduce cada segmento, OmegaT añade el texto traducido a la memoria de traducción. Al final, OmegaT crea el documento traducido mediante la combinación de las memorias de traducción con los documentos fuente.
Durante la traducción de un segmento, las coincidencias parciales con la memoria de traducción y los glosarios se muestran en una ventana adyacente. El traductor puede insertar las coincidencias parciales usando el teclado. Opcionalmente, se pueden insertar automáticamente aquellas coincidencias que se encuentren por encima de un umbral predefinido por el usuario.
El traductor puede cambiar en cualquier momento a otro documento en el mismo proyecto, usando el visor de archivos de proyecto. También puede cambiar a otro segmento en el mismo archivo, usando el teclado o haciendo doble clic en el segmento deseado.
Siempre que se añadan al proyecto memorias de traducción o glosarios, o cuando se hayan realizado cambios sobre esos archivos, el traductor debe cargar de nuevo el proyecto, para que OmegaT reconozca los segmentos que se han añadido nuevos. También se debe cargar el proyecto de nuevo si se realiza algún cambio en las reglas de segmentación durante el proceso de traducción.

## Colaboración entre traductores
Los traductores, al utilizar diferentes herramientas de traducción asistida por ordenador tan solo podrán compartir sus memorias de traducción si:
- Sus respectivos programas permiten importar o exportar al formato propietario de los otros programas.
- Ambos programas permiten importar y exportar a un formato intermedio.

OmegaT hace esto último, permitiendo importar y exportar al formato intermedio estándar: TMX (Translation Memory eXchange).
Los archivos de glosario de OmegaT son archivos de texto delimitados mediante tabulaciones, con el término fuente en la primera columna y el texto traducido en la segunda columna. Se puede utilizar una tercera columna para lo que se desee, como por ejemplo para insertar comentarios. OmegaT ignora cualquier columna adicional. OmegaT no admite el formato estándar de glosarios TBX propuesto por LISA.

## Formatos de archivos
OmegaT puede traducir directamente los siguientes formatos:
- archivos de texto (cualquier formato de texto compatible con Java) con diversas codificaciones, entre las que se incluye Unicode
- HTML/XHTML
- archivos de Java
- StarOffice, OpenOffice.org y OpenDocument (ODF)[3]
- Office Open XML
- archivos XLIFF
- archivos DocBook
- archivos Portable Object (PO)